# Pocono IndyCar 400 2013
Das Pocono IndyCar 400 2013 fand am 7. Juli auf dem Pocono Raceway in Long Pond, Pennsylvania, Vereinigte Staaten statt und war das elfte Rennen der IndyCar Series 2013.

## Berichte

### Hintergrund
Nach dem Iowa Corn Indy 250 führte Hélio Castroneves in der Fahrerwertung mit 9 Punkten auf Ryan Hunter-Reay und 55 Punkten auf Marco Andretti.
Nach 24 Jahren Pause gab es wieder ein IndyCar-Rennen auf dem Pocono Raceway. Das Rennen zählte mit dem Indianapolis 500 2013 und dem MAVTV 500 2013 zur Triple Crown. Ein Fahrer, der alle drei Rennen gewonnen hätte, hätte als Prämie eine Million US-Dollar erhalten. Für zwei Siege gibt es eine Prämie von 250.000 US-Dollar. Tony Kanaan war der Gewinner des Indianapolis 500. Bei allen Triple-Crown-Rennen wurde der Rennstart in Dreier-Formation durchgeführt. Die Restarts fanden wie üblich nur einer Single-File-Formation statt.
Es gab zwei Fahrerwechsel vor diesem Rennen. Ryan Briscoe löste Oriol Servià bei Panther Racing ab. Er hatte das vorherige Rennen aufgrund einer Terminkollision mit dem 24-Stunden-Rennen von Le Mans 2013 verpasst. Da Briscoe an dem Wochenende auch an einem Rennen der American Le Mans Series teilnahm, stieg er erst am Renntag ins Geschehen ein und verzichtete auf die Qualifikation. Pippa Mann ersetzte Ana Beatriz bei Dale Coyne Racing und kehrte nach zwei Rennen Pause wieder ins Renncockpit zurück.
Es trat kein ehemaliger Sieger zu diesem Rennen an.

### Training
In der Woche vor dem Pocono IndyCar 400 fanden Testfahrten auf dem Pocono Raceway statt, sodass es nur ein Training vor dem Qualifying gab. Dabei erzielte Andretti die schnellste Runde vor Kanaan und Charlie Kimball.

### Qualifying
Das Qualifying wurde im Einzelzeitfahren ausgetragen. Jeder Pilot fuhr zwei schnelle Runden am Stück. Die dabei erzielte Durchschnittsgeschwindigkeit entschied über die Reihenfolge der Startaufstellung.
Andretti fuhr die schnellste Zeit vor seinen Teamkollegen Hunter-Reay und James Hinchcliffe. Er zeigte sich anschließend begeistert von der Strecke, die sich in der Nähe von Nazareth, dem Familiensitz der Andrettis, befindet. E. J. Viso, der vierte Andretti-Pilot, hatte in der zweiten Runde seines Qualifikationsversuchs einen Unfall in der ersten Kurve. Er blieb unverletzt. Ebenfalls in der ersten Kurve verunglückte Alex Tagliani. Auch er blieb unverletzt. Darüber hinaus nahm Briscoe planmäßig nicht am Qualifying teil. Die ersten sechs Plätze wurden durch Chevrolet-Piloten belegt, Scott Dixon war als Siebter bester Honda-Pilot.
Zum ersten Mal seit dem Indianapolis 500 1998 gab es eine erste Startreihe mit drei Fahrzeugen eines Teams.
Dixon, Dario Franchitti, Mann, Justin Wilson, Viso und Tagliani wurden aufgrund vorzeitiger Motorenwechsel um jeweils zehn Positionen nach hinten versetzt.

### Abschlusstraining
Im Abschlusstraining war Andretti erneut der Schnellste. Takuma Satō wurde Zweiter, Hinchcliffe Dritter.

### Rennen
In der ersten Runde verlor Hinchcliffe in der ersten Kurve die Kontrolle über sein Fahrzeug und schlug rücklings in die Streckenbegrenzung ein. Dadurch wurde eine Gelbphase ausgelöst. In der Gelbphase schied zudem Sebastian Saavedra mit technischen Problemen aus.
Andretti behielt die Führung beim Restart, Hunter-Reay verlor den zweiten Platz an Kanaan. In der 30. Runde begann Andretti die Phase der ersten Boxenstopps unter grüner Flagge. Infolgedessen verlor er die Führung kurzzeitig an Kanaan, Will Power sowie Kimball, bis er sie fünf Runden später wieder zurück erlangte. An der Box gingen Hunter-Reay und Satō an Kanaan vorbei und übernahmen die Verfolgerpositionen von Andretti. Während der ersten Boxenstoppphase drehte sich Tristan Vautier in der Boxengasse und würgte sein Fahrzeug zudem ab. Er erhielt dadurch einen Rückstand von zwei Runden.
In der 61. Runde ging Andretti zu seinem zweiten Boxenstopp, wodurch die Führung kurzzeitig an Kanaan ging, der sie nach seinem Stopp jedoch an Power verlor. Zeitgleich mit Andretti gingen auch Hunter-Reay und Satō an die Box. Dabei fuhr Satō zu schnell in die Boxengasse und dadurch ins Heck von Hunter-Reays Fahrzeug, das in die Boxenmauer geschoben wurde. Satō schied sofort aus, Hunter-Reay nahm das Rennen mit Rückstand wieder auf, gab aber nach 60 weiteren Runden vorzeitig auf. Satō wurde später mit einer Bewährungsstrafe für die nächsten fünf Rennen belegt. Der Unfall löste eine Gelbphase aus, in der Kanaan wieder in Führung ging. Hinter ihm folgten Andretti, Castroneves, Simon Pagenaud, Power, Dixon, Kimball und Franchitti. Die drei Ganassi-Piloten kamen in dieser Rennphase immer besser mit ihrem Fahrzeug zurecht.
Beim Restart ging Andretti wieder in Führung vor Kanaan. In der dritten Boxenstoppphase beginnend aber der 96. Runde zeigte sich, dass die Ganassi-Piloten ein besseres Spritmanagement hatten und länger draußen blieben. Andretti ging zuerst an die Box und hatte keinen guten Stopp. Kanaan übernahm kurzzeitig die Führung und übergab diese nach seinem Stopp an Dixon, der vier Runden nach Andretti an die Box ging und die Führung behielt. In der 107. Runde wurde Dixon auf der Strecke durch Kanaan überholt. Dabei beschädigte sich Kanaan seinen Frontflügel, sodass er kurz darauf zu einem Reparaturstopp an die Box ging. Power und Andretti gingen dabei zudem an Dixon vorbei. Power führte das Rennen kurzzeitig an, bevor Andretti wieder in Führung ging.
Das Rennen begann wenig später taktisch zu werden. Da das Benzinfenster 30 Runden betrug, versuchten alle Piloten so lange wie möglich auf der Strecke zu bleiben und ihren letzten Stopp möglichst spät zu absolvieren. Andretti wurde beim Spritsparen durch Power und Dixon überholt. Die Top 10 rückten näher zusammen und lagen in dieser Phase innerhalb von fünf Sekunden. In der 127. Runde ging Andretti als erster an die Box. Wenig später folgte Power, wodurch die Führung kurzzeitig an Kimball ging. Nachdem alle Fahrer an der Box waren, lagen die drei Ganassi-Fahrer angeführt von Dixon auf den ersten drei Plätzen. Den vierten Platz belegte Pagenaud, der ebenfalls einen Honda-Motor verwendete. Die Honda-Motoren erwiesen sich in diesem Rennen als spritsparender als die Chevrolet-Motoren.
In der Schlussphase verlor Andretti, der in allen Trainingssitzungen der Schnellste war, weiter Position und fiel bis auf den zehnten Platz zurück. Auch Pagenaud verlor in der Endphase Plätze. Viso gab das Rennen vorzeitig mit mehreren Runden Rückstand auf.
Dixon gewann schließlich zum 30. Mal ein IndyCar-Rennen und erzielte den ersten Saisonsieg von Ganassi, der zugleich der 100 Ganassi-Sieg überhaupt war. Dixon war der achte Sieger im elften Rennen. Da Kimball und Franchitti das Podest komplettierten, kam es zum ersten Dreifachsieg von Ganassi überhaupt. Ganassi hatte sich mit der Fahrzeugabstimmung auf das Rennen konzentriert und somit ein Fahrzeug, welches im Rennen immer besser geworden ist. Power wurde als Vierter bester Chevrolet-Pilot und bezeichnete das Resultat als gutes Ovalergebnis. Josef Newgarden kam als Fünfter zum zweiten Mal in die Top 5. Pagenaud, Wilson, Castroneves, Ed Carpenter und Andretti vervollständigten die Top 10. Andretti rollte direkt nach der Zieldurchfahrt ohne Sprit aus.
Zum ersten Mal seit dem Indy Grand Prix of Sonoma 2011 gelang es einem Team, die ersten drei Plätze zu belegen. Damals war Penske mit Power, Castroneves und Briscoe auf den ersten drei Positionen. Das bis zu diesem Rennen einzige Triple-Crown-Rennen, bei dem die ersten drei Plätze von einem Team erzielt wurden, war das California 500 1979, bei dem Penske mit Bobby Unser, Rick Mears und Mario Andretti erfolgreich war.
Honda gewann beim Pocono IndyCar 400 das 200. IndyCar-Rennen.
Die ersten drei Positionen in der Fahrerwertung blieben unverändert. Castroneves baute seinen Vorsprung auf Hunter-Reay weiter aus.

## Meldeliste
Alle Teams und Fahrer verwendeten das Chassis Dallara DW12 mit einem Aero-Kit von Dallara und Reifen von Firestone.
| Team                                   | Nr. | Fahrer              | Motor     |
| -------------------------------------- | --- | ------------------- | --------- |
| Andretti Autosport                     | 01  | Ryan Hunter-Reay    | Chevrolet |
| Andretti Autosport                     | 25  | Marco Andretti      | Chevrolet |
| Andretti Autosport                     | 27  | James Hinchcliffe   | Chevrolet |
| Team Penske                            | 03  | Hélio Castroneves   | Chevrolet |
| Team Penske                            | 12  | Will Power          | Chevrolet |
| Panther Racing                         | 04  | Ryan Briscoe        | Chevrolet |
| Team Venezuela/Andretti Autosport/HVM  | 05  | E. J. Viso          | Chevrolet |
| Dragon Racing                          | 06  | Sebastian Saavedra  | Chevrolet |
| Dragon Racing                          | 07  | Sébastien Bourdais  | Chevrolet |
| Target Chip Ganassi Racing             | 09  | Scott Dixon         | Honda     |
| Target Chip Ganassi Racing             | 10  | Dario Franchitti    | Honda     |
| KV Racing Technology                   | 11  | Tony Kanaan         | Chevrolet |
| KV Racing Technology                   | 78  | Simona de Silvestro | Chevrolet |
| A. J. Foyt Enterprises                 | 14  | Takuma Satō         | Honda     |
| Rahal Letterman Lanigan Racing         | 15  | Graham Rahal        | Honda     |
| Rahal Letterman Lanigan Racing         | 16  | James Jakes         | Honda     |
| Dale Coyne Racing                      | 18  | Pippa Mann          | Honda     |
| Dale Coyne Racing                      | 19  | Justin Wilson       | Honda     |
| Ed Carpenter Racing                    | 20  | Ed Carpenter        | Chevrolet |
| Schmidt Peterson Motorsports           | 55  | Tristan Vautier     | Honda     |
| Sarah Fisher Hartman Racing            | 67  | Josef Newgarden     | Honda     |
| Schmidt Hamilton Motorsports           | 77  | Simon Pagenaud      | Honda     |
| Novo Nordisk Chip Ganassi Racing       | 83  | Charlie Kimball     | Honda     |
| Bryan Herta Autosport w/Curb-Agajanian | 98  | Alex Tagliani       | Honda     |

Quelle: 

## Klassifikationen

### Qualifying
| Pos. | Fahrer              | Team                                   | Fahrzeug          | Zeit       | Ø-Geschwindigkeit in mph | Start |
| ---- | ------------------- | -------------------------------------- | ----------------- | ---------- | ------------------------ | ----- |
| 01   | Marco Andretti      | Andretti Autosport                     | Dallara-Chevrolet | 1:21,3473  | 221,273                  | 01    |
| 02   | Ryan Hunter-Reay    | Andretti Autosport                     | Dallara-Chevrolet | 1:21,4877  | 220,892                  | 02    |
| 03   | James Hinchcliffe   | Andretti Autosport                     | Dallara-Chevrolet | 1:21,6583  | 220,431                  | 03    |
| 04   | Will Power          | Team Penske                            | Dallara-Chevrolet | 1:21,7118  | 220,286                  | 04    |
| 05   | Tony Kanaan         | KV Racing Technology                   | Dallara-Chevrolet | 1:21,9577  | 219,625                  | 05    |
| 06   | Hélio Castroneves   | Team Penske                            | Dallara-Chevrolet | 1:21,9742  | 219,581                  | 06    |
| 07   | Scott Dixon         | Target Chip Ganassi Racing             | Dallara-Honda     | 1:22,0044  | 219,500                  | 17    |
| 08   | Takuma Satō         | A. J. Foyt Enterprises                 | Dallara-Honda     | 1:22,1453  | 219,124                  | 07    |
| 09   | Simon Pagenaud      | Schmidt Hamilton Motorsports           | Dallara-Honda     | 1:22,2448  | 218,859                  | 08    |
| 10   | Simona de Silvestro | KV Racing Technology                   | Dallara-Chevrolet | 1:22,3458  | 218,590                  | 09    |
| 11   | Tristan Vautier     | Schmidt Peterson Motorsports           | Dallara-Honda     | 1:22,3516  | 218,575                  | 10    |
| 12   | Sébastien Bourdais  | Dragon Racing                          | Dallara-Chevrolet | 1:22,3735  | 218,517                  | 11    |
| 13   | Charlie Kimball     | Novo Nordisk Chip Ganassi Racing       | Dallara-Honda     | 1:22,4383  | 218,345                  | 12    |
| 14   | James Jakes         | Rahal Letterman Lanigan Racing         | Dallara-Honda     | 1:22,4780  | 218,240                  | 13    |
| 15   | Ed Carpenter        | Ed Carpenter Racing                    | Dallara-Chevrolet | 1:22,5310  | 218,100                  | 14    |
| 16   | Josef Newgarden     | Sarah Fisher Hartman Racing            | Dallara-Honda     | 1:22,6324  | 217,832                  | 15    |
| 17   | Graham Rahal        | Rahal Letterman Lanigan Racing         | Dallara-Honda     | 1:22,7749  | 217,457                  | 16    |
| 18   | Dario Franchitti    | Target Chip Ganassi Racing             | Dallara-Honda     | 1:22,9314  | 217,047                  | 20    |
| 19   | Pippa Mann          | Dale Coyne Racing                      | Dallara-Honda     | 1:22,9570  | 216,980                  | 21    |
| 20   | Justin Wilson       | Dale Coyne Racing                      | Dallara-Honda     | 1:22,9981  | 216,872                  | 22    |
| 21   | Sebastian Saavedra  | Dragon Racing                          | Dallara-Chevrolet | 1:23,4997  | 215,570                  | 18    |
| 22   | E. J. Viso          | Team Venezuela/Andretti Autosport/HVM  | Dallara-Chevrolet | keine Zeit | –                        | 23    |
| 23   | Ryan Briscoe        | Panther Racing                         | Dallara-Chevrolet | keine Zeit | –                        | 19    |
| 24   | Alex Tagliani       | Bryan Herta Autosport w/Curb-Agajanian | Dallara-Honda     | keine Zeit | –                        | 24    |

Anmerkungen
1. ↑  Scott Dixon wurde aufgrund eines vorzeitigen Motorenwechsels um 10 Positionen nach hinten versetzt.
2. ↑  Dario Franchitti wurde aufgrund eines vorzeitigen Motorenwechsels um 10 Positionen nach hinten versetzt.
3. ↑  Pippa Mann wurde aufgrund eines vorzeitigen Motorenwechsels um 10 Positionen nach hinten versetzt.
4. ↑  Justin Wilson wurde aufgrund eines vorzeitigen Motorenwechsels um 10 Positionen nach hinten versetzt.
5. ↑  E. J. Viso wurde aufgrund eines vorzeitigen Motorenwechsels um 10 Positionen nach hinten versetzt.
6. ↑  Alex Tagliani wurde aufgrund eines vorzeitigen Motorenwechsels um 10 Positionen nach hinten versetzt.

Quellen: 

### Rennen
| Pos. | Fahrer              | Team                                   | Fahrzeug          | Runden | Zeit         | Start | Führungsrunden |
| ---- | ------------------- | -------------------------------------- | ----------------- | ------ | ------------ | ----- | -------------- |
| 01   | Scott Dixon         | Target Chip Ganassi Racing             | Dallara-Honda     | 160    | 2:04:26,4178 | 17    | 38             |
| 02   | Charlie Kimball     | Novo Nordisk Chip Ganassi Racing       | Dallara-Honda     | 160    | + 0,4572     | 12    | 04             |
| 03   | Dario Franchitti    | Target Chip Ganassi Racing             | Dallara-Honda     | 160    | + 1,1989     | 20    | 0              |
| 04   | Will Power          | Team Penske                            | Dallara-Chevrolet | 160    | + 5,6320     | 04    | 15             |
| 05   | Josef Newgarden     | Sarah Fisher Hartman Racing            | Dallara-Honda     | 160    | + 7,1949     | 15    | 0              |
| 06   | Simon Pagenaud      | Schmidt Hamilton Motorsports           | Dallara-Honda     | 160    | + 9,4074     | 08    | 0              |
| 07   | Justin Wilson       | Dale Coyne Racing                      | Dallara-Honda     | 160    | + 13,3012    | 22    | 0              |
| 08   | Hélio Castroneves   | Team Penske                            | Dallara-Chevrolet | 160    | + 13,9376    | 06    | 0              |
| 09   | Ed Carpenter        | Ed Carpenter Racing                    | Dallara-Chevrolet | 160    | + 15,5500    | 14    | 0              |
| 10   | Marco Andretti      | Andretti Autosport                     | Dallara-Chevrolet | 160    | + 18,4584    | 01    | 88             |
| 11   | Simona de Silvestro | KV Racing Technology                   | Dallara-Chevrolet | 160    | + 32,0478    | 09    | 0              |
| 12   | James Jakes         | Rahal Letterman Lanigan Racing         | Dallara-Honda     | 160    | + 36,2536    | 13    | 0              |
| 13   | Tony Kanaan         | KV Racing Technology                   | Dallara-Chevrolet | 160    | + 41,5507    | 05    | 15             |
| 14   | Ryan Briscoe        | Panther Racing                         | Dallara-Chevrolet | 159    | + 1 Runde    | 19    | 0              |
| 15   | Pippa Mann          | Dale Coyne Racing                      | Dallara-Honda     | 159    | + 1 Runde    | 21    | 0              |
| 16   | Sébastien Bourdais  | Dragon Racing                          | Dallara-Chevrolet | 159    | + 1 Runde    | 11    | 0              |
| 17   | Alex Tagliani       | Bryan Herta Autosport w/Curb-Agajanian | Dallara-Honda     | 158    | + 2 Runden   | 24    | 0              |
| 18   | Graham Rahal        | Rahal Letterman Lanigan Racing         | Dallara-Honda     | 158    | + 2 Runden   | 16    | 0              |
| 19   | Tristan Vautier     | Schmidt Peterson Motorsports           | Dallara-Honda     | 158    | + 2 Runden   | 10    | 0              |
| 20   | Ryan Hunter-Reay    | Andretti Autosport                     | Dallara-Chevrolet | 121    | DNF          | 02    | 0              |
| 21   | E. J. Viso          | Team Venezuela/Andretti Autosport/HVM  | Dallara-Chevrolet | 104    | DNF          | 23    | 0              |
| 22   | Takuma Satō         | A. J. Foyt Enterprises                 | Dallara-Honda     | 061    | DNF          | 07    | 0              |
| 23   | Sebastian Saavedra  | Dragon Racing                          | Dallara-Chevrolet | 002    | DNF          | 18    | 0              |
| 24   | James Hinchcliffe   | Andretti Autosport                     | Dallara-Chevrolet | 000    | DNF          | 03    | 0              |

Quellen: 

#### Führungsabschnitte
| Abschnitt | Runden | Fahrer          |
| --------- | ------ | --------------- |
| 01        | 1–29   | Marco Andretti  |
| 02        | 30–31  | Tony Kanaan     |
| 03        | 32–33  | Will Power      |
| 04        | 34     | Charlie Kimball |
| 05        | 35–60  | Marco Andretti  |
| 06        | 61–62  | Tony Kanaan     |

| Abschnitt | Runden  | Fahrer         |
| --------- | ------- | -------------- |
| 07        | 63–65   | Will Power     |
| 08        | 66–71   | Tony Kanaan    |
| 09        | 72–94   | Marco Andretti |
| 10        | 95–96   | Tony Kanaan    |
| 11        | 97–106  | Scott Dixon    |
| 12        | 107–109 | Tony Kanaan    |

| Abschnitt | Runden  | Fahrer          |
| --------- | ------- | --------------- |
| 13        | 110–111 | Will Power      |
| 14        | 112–121 | Marco Andretti  |
| 15        | 122–129 | Will Power      |
| 16        | 130–132 | Charlie Kimball |
| 17        | 133–160 | Scott Dixon     |

Quellen: 

#### Gelbphasen
| Nr. | Dauer | Runden | Grund für Gelbphase                                                    |
| --- | ----- | ------ | ---------------------------------------------------------------------- |
| 1   | 1–4   | 4      | Kontakt: James Hinchcliffe (#27) in Kurve 1                            |
| 2   | 63–70 | 8      | Kontakt: Ryan Hunter-Reay (#1) und Takuma Satō (#14) in der Boxengasse |

Quellen: 

## Punktestände nach dem Rennen

### Fahrerwertung
Die Punktevergabe wird hier erläutert.
| Pos. | Fahrer            | Punkte |
| ---- | ----------------- | ------ |
| 01.  | Hélio Castroneves | 356    |
| 02.  | Ryan Hunter-Reay  | 333    |
| 03.  | Marco Andretti    | 301    |
| 04.  | Scott Dixon       | 291    |
| 05.  | James Hinchcliffe | 272    |
| 06.  | Tony Kanaan       | 271    |
| 07.  | Simon Pagenaud    | 269    |
| 08.  | Justin Wilson     | 253    |
| 09.  | Will Power        | 242    |
| 10.  | Takuma Satō       | 241    |
| 11.  | Dario Franchitti  | 237    |
| 12.  | Charlie Kimball   | 234    |

| Pos. | Fahrer              | Punkte |
| ---- | ------------------- | ------ |
| 13.  | Ed Carpenter        | 215    |
| 14.  | E. J. Viso          | 212    |
| 15.  | Josef Newgarden     | 212    |
| 16.  | Graham Rahal        | 194    |
| 17.  | James Jakes         | 190    |
| 18.  | Simona de Silvestro | 171    |
| 19.  | Tristan Vautier     | 158    |
| 20.  | Oriol Servià        | 151    |
| 21.  | Sébastien Bourdais  | 147    |
| 22.  | Alex Tagliani       | 130    |
| 23.  | Sebastian Saavedra  | 123    |
| 24.  | Mike Conway         | 97     |

| Pos. | Fahrer             | Punkte |
| ---- | ------------------ | ------ |
| 25.  | J. R. Hildebrand   | 79     |
| 26.  | Ryan Briscoe       | 79     |
| 27.  | Ana Beatriz        | 72     |
| 28.  | A. J. Allmendinger | 65     |
| 29.  | Carlos Muñoz       | 54     |
| 30.  | Pippa Mann         | 29     |
| 31.  | Conor Daly         | 11     |
| 32.  | Townsend Bell      | 10     |
| 33.  | Katherine Legge    | 8      |
| 34.  | Buddy Lazier       | 8      |